# Prix Ortega y Gasset
Pour les articles homonymes, voir Gasset.
Le prix Ortega y Gasset est un prix récompensant les professions du journalisme en hommage au philosophe José Ortega y Gasset, fondé par le journal El País en 1984.

## Lauréats
- 2000: John Carlin
- 2001: José Valdés and the Research team of Reforma (Print Journalism). Gorka Lejarcegi (Photojournalism).
- 2001: Career award El Comercio, Lima.
- 2002 : Mejor labor informativa: El Nuevo Herald
- 2002 : Mejor reportaje: Ángeles Espinosa – El País
- 2002 : Andrés Carrasco Ragel, Diario de Cádiz (Photojournalism)
- 2003 : Mejor artículo de opinión (Best Opinion Article): Roberto Pombo :
- 2003 : Xurxo Lobato (Best Graphic News).
- 2003 : Spanish journalists who distinguished themselves in the war in Iraq (Special Award)
- 2004 : Bru Rovira (Print Journalism). Sergio Pérez Sanz (Graphic Information). El Nuevo Día (Print Journalism)
- 2005 : Leticia Álvarez and Rosana Lanero ; El Comercio, Gijón. (Best Information Work).
- 2005 : Giannina Segnini, Ernesto Rivera and Mauricio Herrera ; La Nación (Best Research Work).
- 2005 : Pablo Torres (Photography).
- 2006 : Career Award: Lozano family for La Opinión.
- 2007 : Print: Roberto Navia
- 2007 : Digital: Mundo.com en español (BBC website)
- 2008 : Digital: Yoani Sánchez
- 2008 : Zeta
- 2009 : Graphic: Adolfo Suárez Illana (for photo of his father Adolfo Suárez)
- 2010 : Jean Daniel
- 2010 : Print: El País (investigation sur l'affaire Gürtel)
- 2010 : Digital: Judith Torrea (for her blog, Ciudad Juárez, en la sombra del narcotráfico)
- 2012 : Sir Harold Evans
- 2013 : Emilio Morenatti, photojournaliste[1]
- 2020 : Mónica González Mujica pour son parcours professionnel